# Get It
Get It  – singel Steviego Wondera i Michaela Jacksona z albumu Characters. 

## Notowania
| Lista (1988)                                 | Najwyższa pozycja |
| -------------------------------------------- | ----------------- |
| U.S. Billboard Hot 100                       | 80                |
| U.S. Billboard Hot R&B/Hip-Hop Songs         | 4                 |
| U.S. Billboard Hot Adult Contemporary Tracks | 11                |